# Siedlung am Gößweinsteinplatz

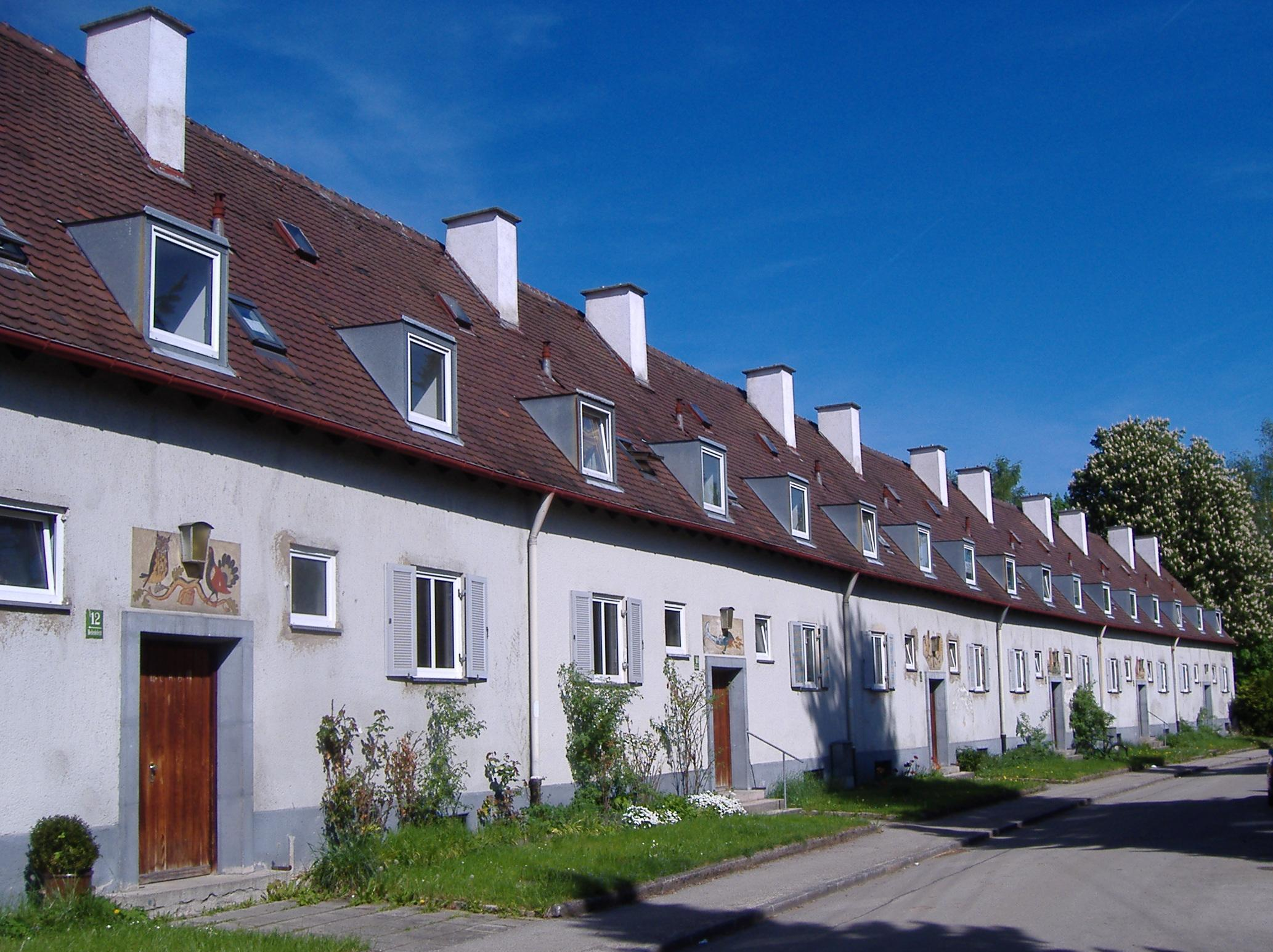
Häuserzeile

Die Siedlung am Gößweinsteinplatz, auch Ludwig-Siebert-Siedlung oder Dornier-Siedlung ist eine Wohnsiedlung im Münchner Stadtteil Neuaubing. Die Siedlung steht als Ensemble unter Denkmalschutz und „gilt als typisches Beispiel einer nationalsozialistischen Werksiedlung, die im Zusammenhang mit dem Aufbau der Rüstungsindustrie in Bayern konzipiert wurde.“

## Geschichte
Die Siedlung wurde 1938 bis 1940 nach Plänen von Franz Ruf für die Mitarbeiter der benachbarten Dornier-Flugzeugwerke erbaut. Benannt wurde sie nach dem damaligen nationalsozialistischen Ministerpräsidenten Ludwig Siebert, war allerdings auch – nach dem Arbeitsplatz der dort Wohnenden – als Dornier-Siedlung bekannt.
Geplant waren etwa 800 Wohneinheiten; errichtet wurden jedoch nur die 406 Wohnungen der südlichen Hälfte der Siedlung, den Bau des Nordabschnittes verhinderte der Zweite Weltkrieg. Die Siedlung war, entsprechend der nationalsozialistischen Ideologie, ohne Kirche geplant. Zentrum sollte der Gößweinsteinplatz sein, konzipiert als Dorf- und Appellplatz mit Laden, Gaststätte und einem Uhrturm.
Heute steht die Siedlung unter Ensembleschutz. 2012 wurde mit der Renovierung einzelner Häuserzeilen begonnen.

## Bauten

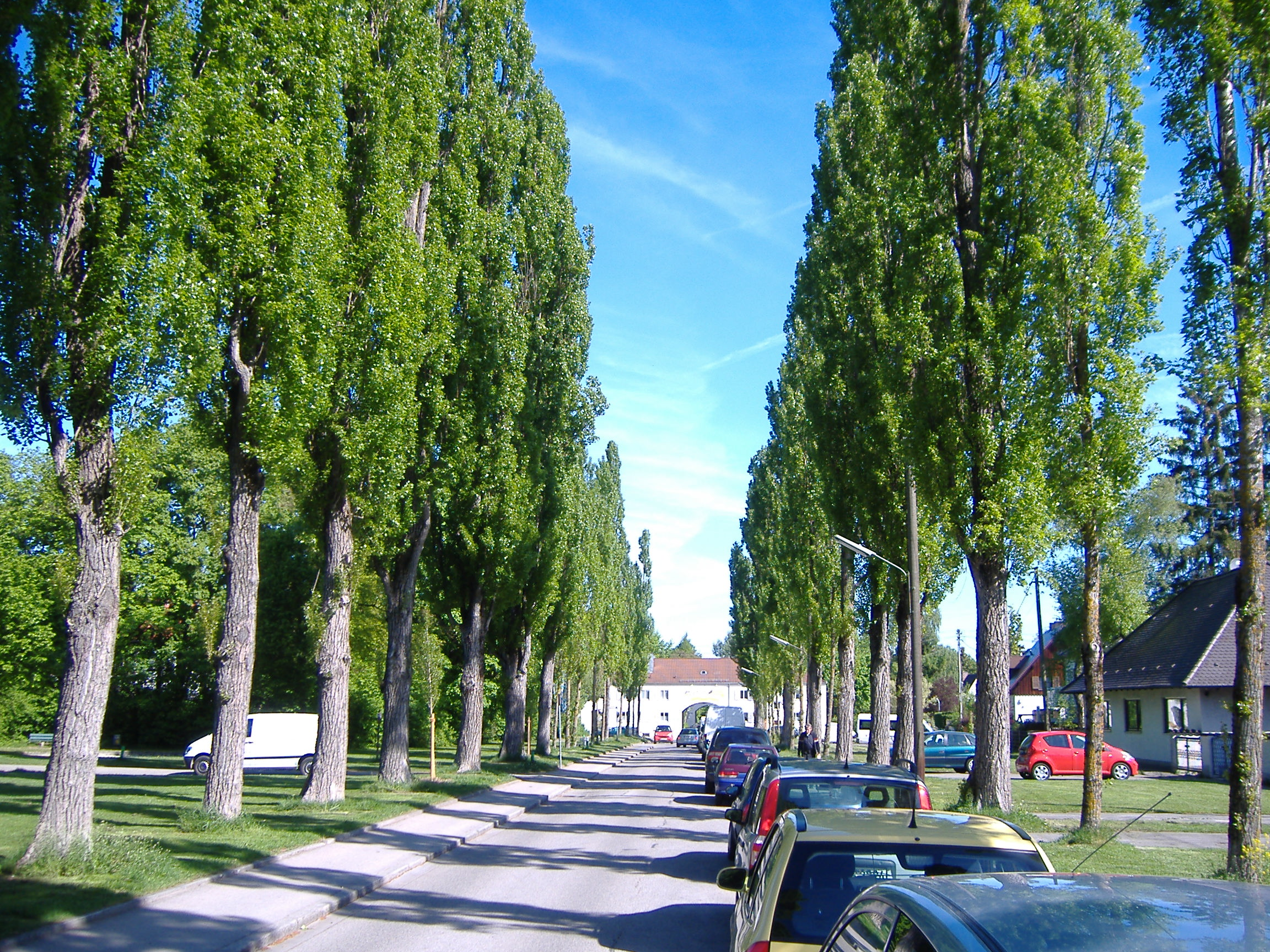
Eine Pappelallee führt zur südlichen Tordurchfahrt
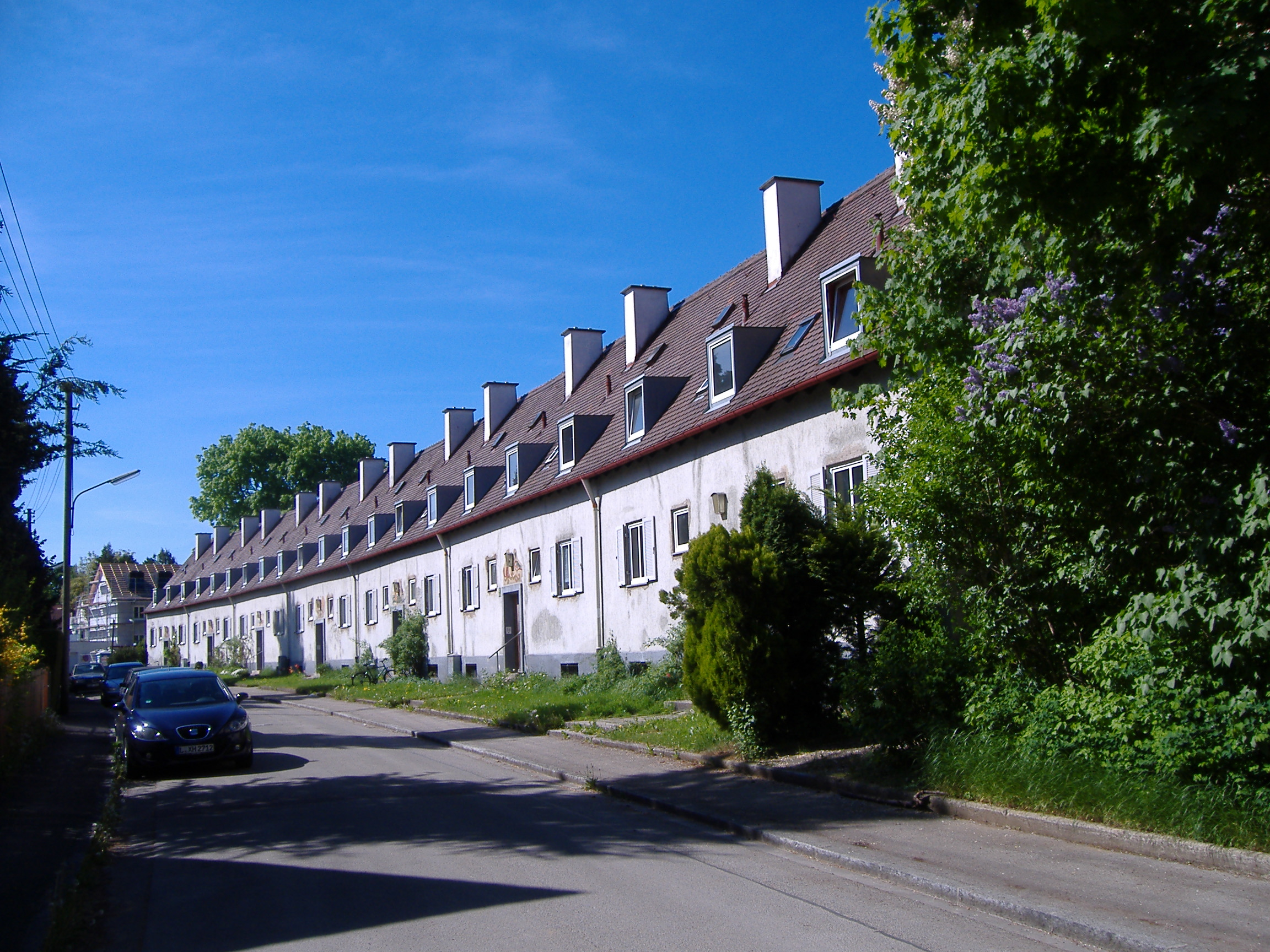
Jeder Hauseingang hatte seine individuelle malerische Verzierung
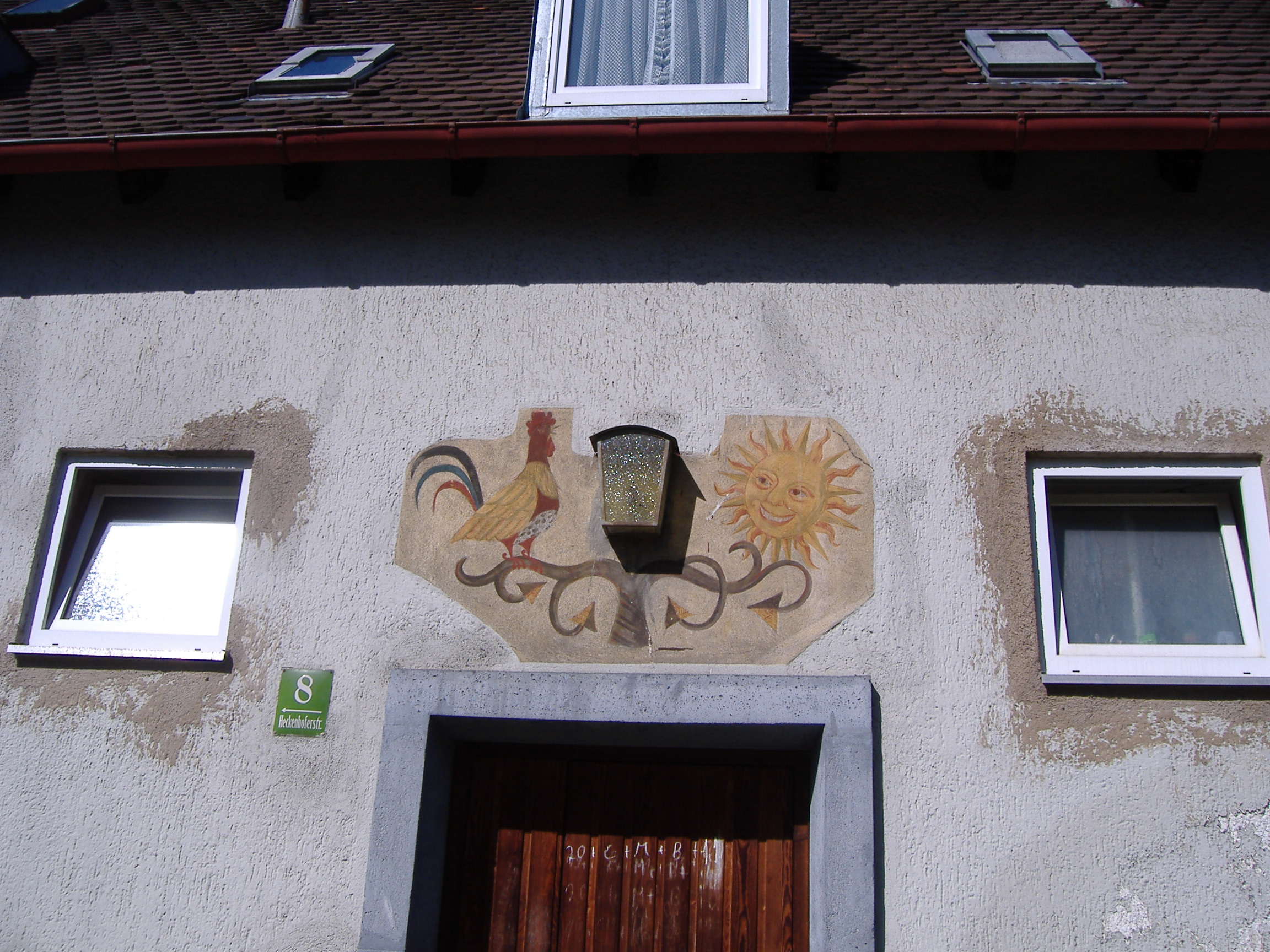
Hauseingangverzierung
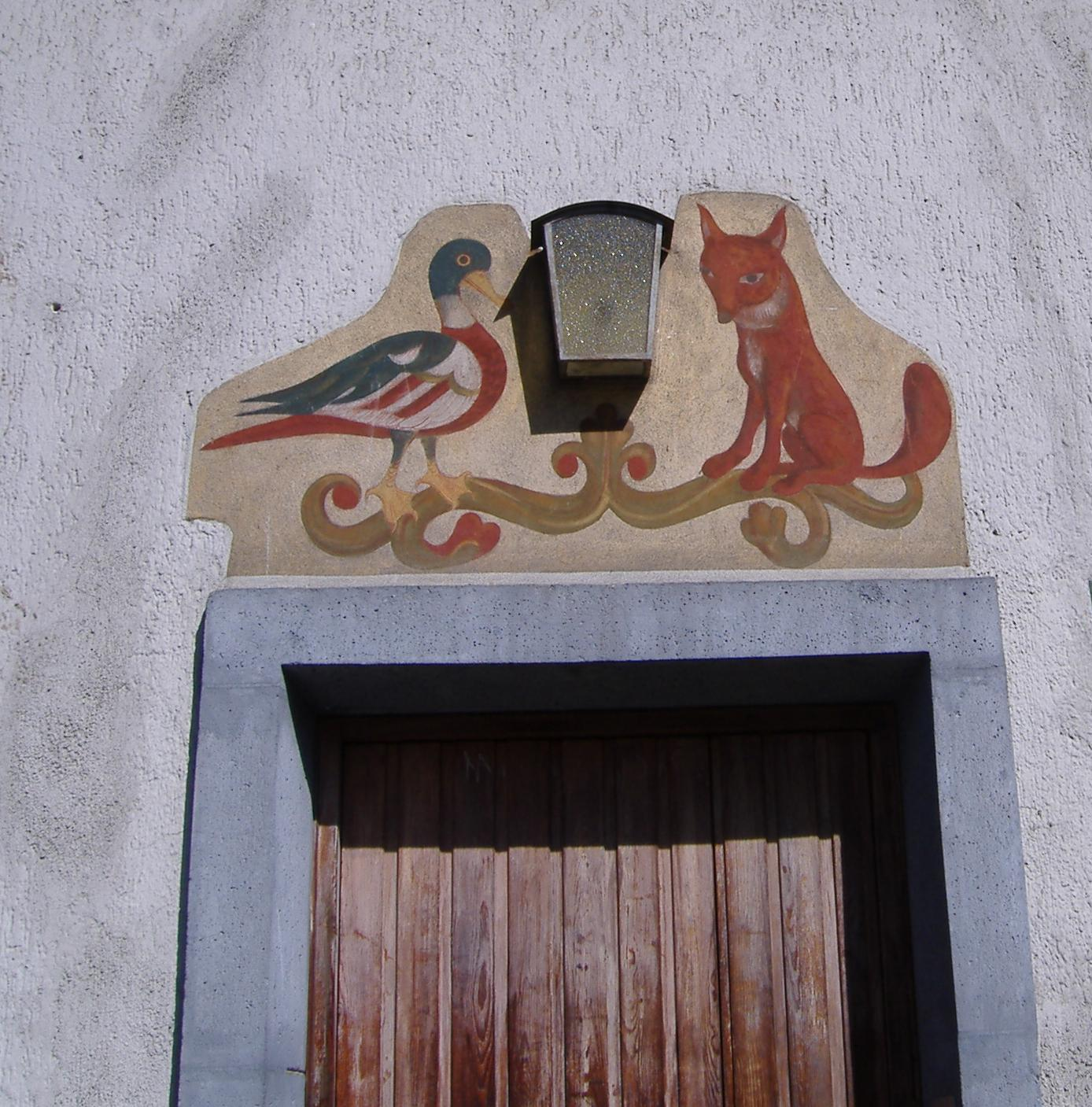
Nahaufnahme einer Hauseingangsverzierung
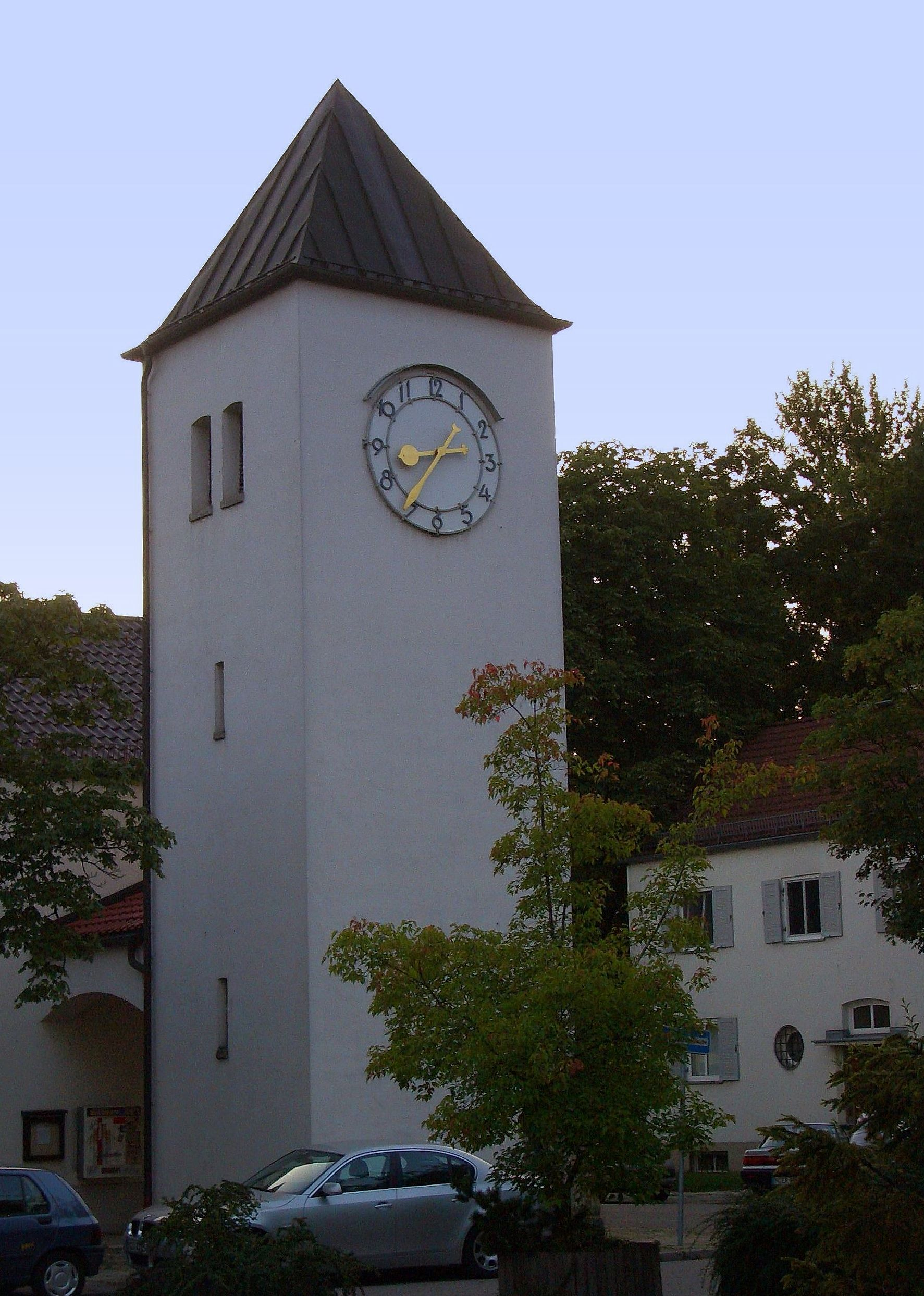
Uhrturm

Die Bebauung um den quadratischen Gößweinsteinplatz ist bis auf zwei Durchbrüche an der Nordost- und Nordwestecke geschlossen. Der Uhrturm dort ist in romanisierenden Formen ausgeführt, er trägt ein Zeltdach. An der Nord- und der Südseite des Platzes befinden sich Tordurchfahrten. Eine Pappelallee führt von der Bodenseestraße zur südlichen Tordurchfahrt.
Die übrigen Straßenzüge der Siedlung sind geschwungen. Es finden sich acht Haustypen, vom Einfamilienhaus mit umgebendem Garten über Reihenhäuser mit jeweils einer Wohneinheit bis zu Mietshäusern für mehrere Familien. Alle Häuser sind betont schlicht gehalten.